# Celownik mechaniczny

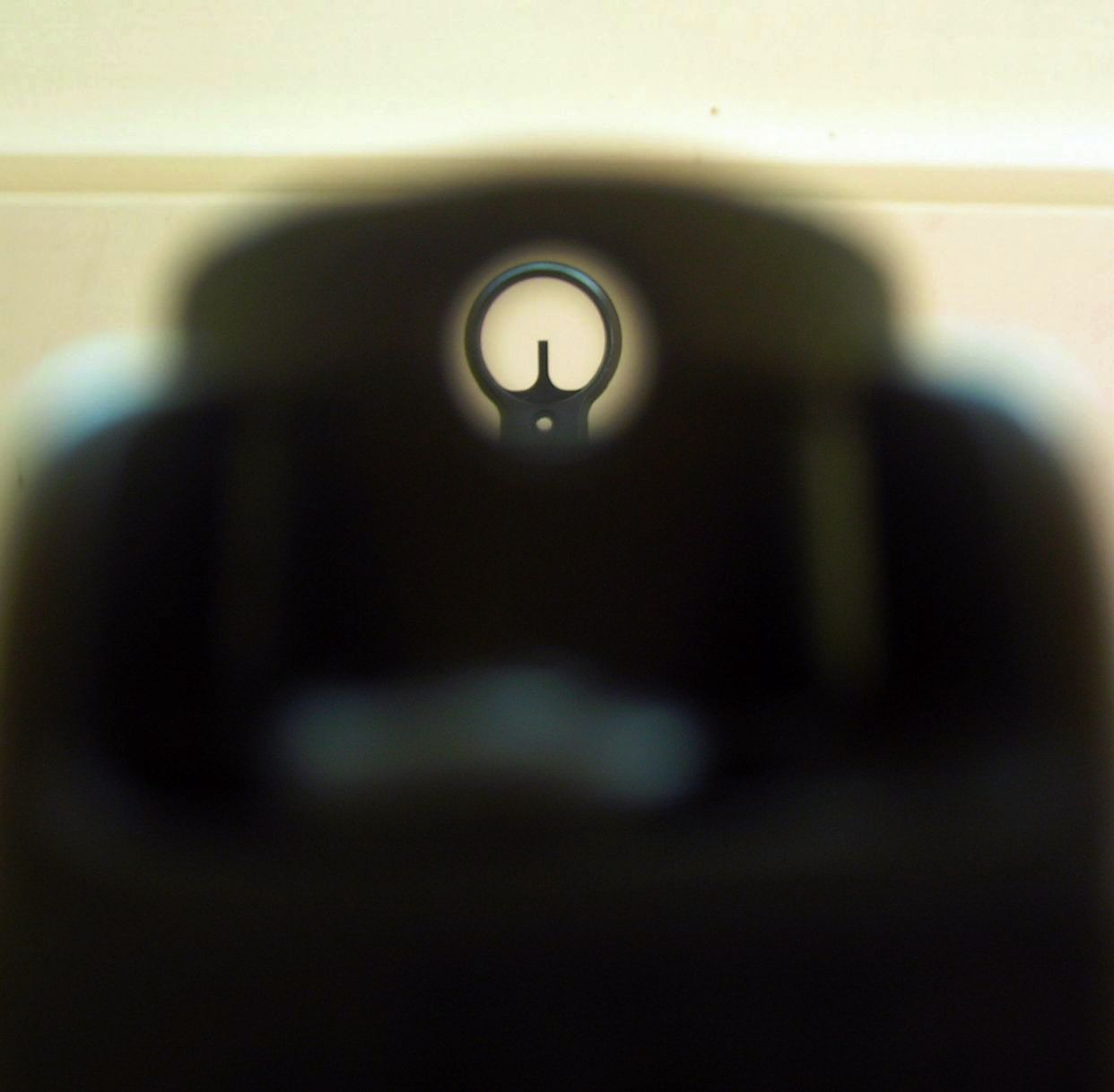
Ułożenie przyrządów celowniczych (przeziernika i muszki) na celu; ostrość na muszce (Pistolet maszynowy MP5)

Celownik mechaniczny – najprostszy typ przyrządów celowniczych (najczęściej strzeleckich), w którym celowanie odbywa się poprzez zgranie w jednej linii przyrządów celowniczych (muszki ze szczerbinką lub przeziernikiem) na celu.
Rodzaje celowników mechanicznych:
- celownik szczerbinkowy
- celownik przeziernikowy
- celownik dioptryjny
- celownik krzywkowy
- celownik przerzutowy
- celownik ramieniowy
- celownik ramkowy
- celownik schodkowy
- celownik ramkowo-schodkowy
- celownik pierścieniowy (rakursowy)[1][2][3]